# ハレルヤ (NOKKOのアルバム)
『ハレルヤ』（英語: Hallelujah）は、NOKKOが1992年3月25日にSony Records / FITZBEATからリリースした1枚目のオリジナル・アルバム。

## 背景
1991年にNOKKOが在籍していたロックバンドのレベッカが解散し、ソロデビューシングル「CRAZY CLOUDS」をリリースした直後に発表されたオリジナル・アルバムで、プロデューサーにソウル・II・ソウルの屋敷豪太が担当した。
レコーディングはロンドン、ニューヨーク、東京の3か所で行われ、バーニー・ウォーレルなどがレコーディングに参加。NOKKO本人はヴォーカルや音域などの面で新しいサウンドに対応するのに試行錯誤し、元々英語で制作された曲も多かったことから日本語詞をつけて歌う難しさも感じていたと2024年のインタビューで語っている。

## リリース
1992年1月18日にSony RecordsのFITZBEATレーベルからCDとCTの2形態でリリースされ、初回プレス限定として、スーパーピクチャーCDレーベル仕様となっている。

## 批評
| 専門評論家によるレビュー | 専門評論家によるレビュー |
| レビュー・スコア         | レビュー・スコア         |
| 出典                     | 評価                     |
| ------------------------ | ------------------------ |
| CDジャーナル             | 肯定的                   |

CDジャーナルは、「レベッカ時代はとにかく血圧上げて歌っていた印象があったのが、NY修業の甲斐あってか、えらくヴォーカルにコントロールが利いている」とし、「屋敷豪太との相性もいい」と肯定的に評価しているものの、「ほんとは英語で歌いたかったんじゃ?」と懐疑的なコメントを残している。

## チャート成績
本作は1992年4月6日付けのオリコンチャートにて最高位2位を獲得、登場回数は13回で売り上げ枚数は52.8万枚となった。

## 収録曲
| 全編曲: GOTA YASHIKI。 |                                      |                                                                   |                                     |       |
| #                      | タイトル                             | 作詞                                                              | 作曲                                | 時間  |
| 1.                     | 「NO RETURN」                        | NOKKO                                                             | NOKKO, GOTA YASHIKI                 | 7:09  |
| 2.                     | 「FLY UP ANGEL」                     | - NOKKO, TIM BRINKHURST, J.B.ALLRIGHT - Words Translated by NOKKO | NOKKO, GOTA YASHIKI                 | 5:10  |
| 3.                     | 「レモン」                           | NOKKO                                                             | NOKKO, GOTA YASHIKI                 | 5:28  |
| 4.                     | 「CRAZY CLOUDS」                     | - NOKKO, TIM BRINKHURST, J.B.ALLRIGHT - Words Translated by NOKKO | NOKKO, GOTA YASHIKI                 | 7:04  |
| 5.                     | 「COSMIC SUNSHINE BABY」             | NOKKO                                                             | NOKKO, TIM BRINKHURST, LEIGH GORMAN | 5:52  |
| 6.                     | 「今どきの男の子」                   | NOKKO                                                             | NOKKO, GOTA YASHIKI                 | 6:20  |
| 7.                     | 「APACHE MOON」                      | NOKKO                                                             | NOKKO, GOTA YASHIKI                 | 6:21  |
| 8.                     | 「奇跡のウェディングマーチ」         | NOKKO                                                             | NOKKO, TIM BRINKHURST, LEIGH GORMAN | 4:25  |
| 9.                     | 「日なたのヒヨコ (Dandelion Heart)」 | NOKKO                                                             | NOKKO, GOTA YASHIKI                 | 5:58  |
| 10.                    | 「HOLY NIGHT」                       | - NOKKO, J.B.ALLRIGHT - Words Translated by NOKKO                 | NOKKO, GOTA YASHIKI                 | 4:30  |
| 合計時間:              | 合計時間:                            | 合計時間:                                                         | 合計時間:                           | 58:17 |

## 参加ミュージシャン
- Vocal, Chorus : NOKKO
- Arrangement & Programming : GOTA
- Keyboards : BERNIE WORRELL (2,3,6), GUY SIGSWORTH (1,4,9,10), MAX HOCHRAD (1)
- Bass : GUY PRATT (3,8,9,10), DAVE SPICER (6)
- Guitar : KENJI“Jammer”SUZUKI
- Drums : GOTA YASHIKI (3,8,9)
- Percussion : LUIS JARDIM (1,2,3,4,6,7,8)
- Hones : “THE OUT OF ORDER HORNS”[注釈 1] (3)
- B.Vocals : FONZI THORNTON, B.J.NELSON, MICHELE COBB, DAIZO
- Strings : TONY COX (9)

## タイアップ
| # | 曲名           | タイアップ                               | 出典  |
| - | -------------- | ---------------------------------------- | ----- |
| 4 | CRAZY CLOUDS   | JAL「I'llキャンペーン '92」CMソング      | [ 7 ] |
| 6 | 今どきの男の子 | 久光製薬「フレッシングクリーム」CFソング |       |